# Sowjetischer Eishockeypokal 1969
Die Saison 1969 war die elfte Austragung des sowjetischen Eishockeypokals. Pokalsieger wurde zum achten Mal ZSKA Moskau. Die beiden besten Torschützen des Turniers waren Jewgeni Groschew von Krylja Sowetow Moskau und Wjatscheslaw Starschinow von Spartak Moskau mit jeweils sieben Toren.

## Teilnehmer
| Teams der höchsten Spielklasse: | Teams der zweithöchsten Spielklasse: | Teams der dritthöchsten Spielklasse: |
| --- | --- | --- |
| - Torpedo Gorki - Dynamo Kiew - SKA Leningrad - Dynamo Moskau - Krylja Sowetow Moskau - Lokomotive Moskau - Spartak Moskau - ZSKA Moskau - Sibir Nowosibirsk - Awtomobilist Swerdlowsk - Traktor Tscheljabinsk - Chimik Woskressensk | - Kristall Elektrostal - SK Uritskogo Kasan - Dinamo Minsk - Metallurg Nowokusnezk - SKA Nowosibirsk - Diselist Pensa - Molot Perm - Energija Saratow - Woschod Tscheljabinsk - Swesda Tscherbakul - Salawat Julajew Ufa - Torpedo Ust-Kamenogorsk | - Awtomobilist Alma-Ata - Jermak Angarsk - Motor Barnaul - Chimik Dnjeprodserschinsk - Progress Glasow - Torpedo Jaroslawl - SKA MWO Kalinin - Stroitel Kemerowo - Olimpija Kirowo-Tschepezk - SKA Kuibyschew - Dynamo Leningrad - Sputnik Nischni Tagil - Kautschuk Omsk - Torpedo Podolsk - Schachtjor Prokopjewsk - Dinamo Riga - Metallurg Serow - Taganai Slatoust - Wodnik Tjumen - Burewestnik Tscheljabinsk - Metallurg Tscherepowez - Torpedo Uljanowsk |

## Ergebnisse

### Erste Runde
| Kautschuk Omsk            | 7:4  | SKA Nowosibirsk           |
| Burewestnik Tscheljabinsk | 3:5  | Energija Saratow          |
| Jermak Angarsk            | 8:4  | Torpedo Uljanowsk         |
| Lokomotive Moskau         | (W)  | Motor Barnaul             |
| Schachtjor Prokopjewsk    | 10:0 | Metallurg Nowokusnezk     |
| Progress Glasow           | 1:4  | Molot Perm                |
| Awtomobilist Alma-Ata     | 6:1  | Olimpija Kirowo-Tschepezk |
| SK Uritskogo Kasan        | 1:8  | Chimik Woskressensk       |
| Torpedo Jaroslawl         | 4:5  | Dinamo Minsk              |
| Sputnik Nischni Tagil     | 5:3  | Dynamo Leningrad          |
| Metallurg Serow           | 0:1  | Taganai Slatoust          |
| Stroitel Kemerowo         | 4:8  | Torpedo Ust-Kamenogorsk   |
| SKA Kuibyschew            | 2:4  | Wodnik Tjumen             |
| SKA MWO Kalinin           | 1:2  | Traktor Tscheljabinsk     |

### Sechzehntelfinale
| Swesda Tscherbakul        | 1:8 | ZSKA Moskau             |
| Salawat Julajew Ufa       | 4:3 | Dynamo Kiew             |
| Dinamo Riga               | 7:4 | Kristall Elektrostal    |
| Torpedo Podolsk           | 1:4 | Torpedo Gorki           |
| Krylja Sowetow Moskau     | 8:6 | Kautschuk Omsk          |
| Jermak Angarsk            | (W) | Energija Saratow        |
| Lokomotive Moskau         | 3:4 | Schachtjor Prokopjewsk  |
| Molot Perm                | (W) | Awtomobilist Alma-Ata   |
| Chimik Woskressensk       | 2:4 | Dynamo Moskau           |
| Sputnik Nischni Tagil     | 4:3 | Taganai Slatoust        |
| Wodnik Tjumen             | (W) | Torpedo Ust-Kamenogorsk |
| Traktor Tscheljabinsk     | 4:6 | Sibir Nowosibirsk       |
| Metallurg Tscherepowez    | 1:5 | SKA Leningrad           |
| Diselist Pensa            | 4:6 | Awtomobilist Swerdlowsk |
| Woschod Tscheljabinsk     | 2:8 | Torpedo Minsk           |
| Chimik Dnjeprodserschinsk | 0:9 | Spartak Moskau          |

### Achtelfinale
| ZSKA Moskau           | 10:3      | Salawat Julajew Ufa     |
| Torpedo Gorki         | 5:4       | Dinamo Riga             |
| Krylja Sowetow Moskau | 8:3       | Jermak Angarsk          |
| Molot Perm            | (W)       | Schachtjor Prokopjewsk  |
| Dynamo Moskau         | 4:3       | Sputnik Nischni Tagil   |
| Wodnik Tjumen         | 6:3       | Sibir Nowosibirsk       |
| Torpedo Minsk         | 2:3 n. V. | Spartak Moskau          |
| SKA Leningrad         | 4:2       | Awtomobilist Swerdlowsk |

### Viertelfinale
| ZSKA Moskau           | 4:2 | Torpedo Gorki |
| Krylja Sowetow Moskau | (W) | Molot Perm    |
| Dynamo Moskau         | 7:2 | Wodnik Tjumen |
| Spartak Moskau        | 3:1 | SKA Leningrad |

### Halbfinale
| ZSKA Moskau   | 8:3 | Krylja Sowetow Moskau |
| Dynamo Moskau | 5:4 | Spartak Moskau        |

### Finale
| ZSKA Moskau | 3:1 | Dynamo Moskau |

## Pokalsieger
| Pokalsieger ZSKA Moskau | Torhüter: Nikolai Tolstikow, Wladislaw Tretjak Verteidiger: Wladimir Breschnew, Alexander Gussew, Wiktor Kuskin, Wladimir Luttschenko, Alexander Ragulin, Igor Romischewski, Oleg Saizew, Juri Schatalow Angreifer: Weniamin Alexandrow, Juri Blinow, Waleri Charlamow, Anatoli Firsow, Anatoli Ionow, Boris Michailow, Jewgeni Mischakow, Juri Moissejew, Wladimir Petrow, Wiktor Polupanow, Alexander Smolin, Wladimir Wikulow Cheftrainer: Anatoli Tarassow |